# División de Honor masculina de balonmano 2025/26
Die División de Honor 2025/2026 ist die 36. Spielzeit der höchsten Spielklasse im spanischen Männerhandball (Liga Asobal). Organisiert wird die Liga im Auftrag der Real Federación Española de Balonmano (RFEBM) durch die Asociación de Clubes Españoles de Balonmano (Asobal).

## Die Saison

### Teams
16 Teams spielen in der Saison 2024/2025 in der höchsten Liga. Neben Titelverteidiger Barça sind das Frankin BM Granollers, Bathco BM Torrelavega, Bidasoa Irun, BM Logroño La Rioja, ABANCA Ademar León, Recoletas Atlético Valladolid, Viveros Herol BM. Nava, Tubos Aranda Villa de Aranda, Rebi Balonmano Cuenca, Frigoríficos del Morrazo, Bada Huesca und Impulse BM Guadalajara, die bereits in der vorherigen Saison in der Liga Plenitude spielten, sowie die aus der zweiten Liga aufgestiegenen Horneo EÓN Alicante (als Meister der 2. Liga) und ID Energy Caserío.

### Modus und Zeitraum
Die Mannschaften spielen in der Liga im System jeder gegen jeden mit einer Hin- und einer Rückrunde.

### Saisonverlauf
Parallel zum Ligabetrieb wird der FC Barcelona als Meister in der Saison 2025/2026 der EHF Champions League starten. In der European League 2025/2026 werden vier Mannschaften aus Spanien antreten: Bathco BM Torrelavega erhielt einen Startplatz als Finalist in der Copa de España (der Gewinner, FC Barcelona, war bereits als spanischer Meister für die EHF Champions League startberechtigt). Über die Copa del Rey erhielt ABANCA Ademar León als Finalist einen Startplatz (auch hier war der FC Barcelona Sieger). Frankin BM Granollers bekam das Startrecht in der EHF European League als Zweitplatzierter der Meisterschaft. Auf Antrag der Real Federación Española de Balonmano vergab die Europäische Handballföderation einen weiteren Startplatz an Irudek Bidasoa Irun.

### Tabelle
| Pl.                                        | Verein                                      | Sp. | S | U | N | Tore  | Diff. | Punkte |
| ------------------------------------------ | ------------------------------------------- | --- | - | - | - | ----- | ----- | ------ |
| 1.                                         | Barça (M) (/Kader)                          | 0   | 0 | 0 | 0 | 00:00 | ±0    | 00:00  |
| 2.                                         | Frankin BM Granollers (2.) (/Kader)         | 0   | 0 | 0 | 0 | 00:00 | ±0    | 00:00  |
| 5.                                         | Bathco BM Torrelavega (3.) (/Kader)         | 0   | 0 | 0 | 0 | 00:00 | ±0    | 00:00  |
| 3.                                         | Irudek Bidasoa Irun (4.) (/Kader)           | 0   | 0 | 0 | 0 | 00:00 | ±0    | 00:00  |
| 7.                                         | BM Logroño La Rioja (5.) (/Kader)           | 0   | 0 | 0 | 0 | 00:00 | ±0    | 00:00  |
| 6.                                         | ABANCA Ademar León (6.) (/Kader)            | 0   | 0 | 0 | 0 | 00:00 | ±0    | 00:00  |
| 4.                                         | Recoletas Atlético Valladolid (7.) (/Kader) | 0   | 0 | 0 | 0 | 00:00 | ±0    | 00:00  |
| 8.                                         | Viveros Herol BM. Nava (8.) (/Kader)        | 0   | 0 | 0 | 0 | 00:00 | ±0    | 00:00  |
| 10.                                        | Tubos Aranda Villa de Aranda (9.) (Kader)   | 0   | 0 | 0 | 0 | 00:00 | ±0    | 00:00  |
| 9.                                         | Rebi Balonmano Cuenca (10.) (/Kader)        | 0   | 0 | 0 | 0 | 00:00 | ±0    | 00:00  |
| 11.                                        | Frigoríficos del Morrazo (11.) (/Kader)     | 0   | 0 | 0 | 0 | 00:00 | ±0    | 00:00  |
| 12.                                        | Ángel Ximénez Puente Genil (12.) (/Kader)   | 0   | 0 | 0 | 0 | 00:00 | ±0    | 00:00  |
| 16.                                        | Bada Huesca (13.) (/Kader)                  | 0   | 0 | 0 | 0 | 00:00 | ±0    | 00:00  |
| 14.                                        | Impulse BM. Guadalajara (14.) (Kader)       | 0   | 0 | 0 | 0 | 00:00 | ±0    | 00:00  |
| 15.                                        | Horneo EÓN Alicante (N.) (/Kader)           | 0   | 0 | 0 | 0 | 00:00 | ±0    | 00:00  |
| 16.                                        | ID Energy Caserío (N.) (/Kader)             | 0   | 0 | 0 | 0 | 00:00 | ±0    | 00:00  |
| Quelle: www.rfebm.com, Stand: 8. Juni 2025 |                                             |     |   |   |   |       |       |        |

Legende:
- (M) „Meister“, Gewinner der Saison 2024/2025
- (2.) Platz in der vorhergehenden Spielzeit
- (N) „Neuling“, Aufsteiger aus der División de Honor Plata der Saison 2024/2025
- (Kader) Link zum Unterartikel mit Kader, Statistik